# Iqbal Masih
  Iqbal Masih  (panjabi: اقبال مسیح)  (Muridke, 1982 - Muridke, 16 d'abril de 1995) fou un nen pakistanès que va ser forçat a treballar en una fàbrica de catifes als quatre anys. Als 10 anys va convertir-se en l'estendard del Front d'Alliberament del Treball Forçat després d'escapar-se del taller on treballava, i va morir assassinat als 12 anys. La seva història s'ha popularitzat per diferents llibres: La història de l'Iqbal de Francesco d'Adamo i Stolen Dreams: Portraits of Working Children, de David L. Barker

## Primers anys
Va néixer en un petit poble prop de Lahore al Pakistan. El seu pare va abandonar la família poc després del seu naixement. La seva mare treballava de netejadora i tenia problemes per alimentar tots els seus fills. Va demanar 600 rupies, uns 12 dòlars a un patró del poble. Per pagar el préstec, va enviar el seu fill de quatre anys, (Iqbal) a treballar amb el patró. El van fer treballar en fàbriques de catifes, amb poca alimentació, per evitar que li creixessin els dits i així pogués treballar millor als telers.

## Fugida i activisme
Després de diversos intents, i els càstigs conseqüents, als deu anys va aconseguir d'escapar-se i va unir-se al BLLF (Bonded Labor Liberation Front, Front d'Alliberament del Treball Forçat), per aturar el treball infantil. Amb aquesta organització va ajudar a alliberar més de 3.000 nens pakistanesos, i va fer conferències sobre treball infantil per tot el món. De la seva història se'n van fer llibres.